# Contea di Wulong
La contea di Wulong (cinese semplificato: 武隆县; cinese tradizionale: 武隆縣; mandarino pinyin: Wǔlóng Xiàn) è un distretto di Chongqing. Ha una superficie di 2.872 km² e una popolazione di 400.000 abitanti al 2006.